# Climacia basalis
Climacia basalis is een insect uit de familie sponsvliegen (Sisyridae), die tot de orde netvleugeligen (Neuroptera) behoort. 
Climacia basalis is voor het eerst wetenschappelijk beschreven door Banks in 1913.